# David Petrikin
David Petrikin (* 1. Dezember 1788 in Bellefonte, Centre County, Pennsylvania; † 1. März 1847 in Catawissa, Pennsylvania) war ein US-amerikanischer Politiker. Zwischen 1837 und 1841 vertrat er den Bundesstaat Pennsylvania im US-Repräsentantenhaus.

## Werdegang
David Petrikin besuchte die öffentlichen Schulen seiner Heimat. Nach einem anschließenden Medizinstudium und seiner Zulassung als Arzt begann er in Danville in diesem Beruf zu arbeiten. Während des Britisch-Amerikanischen Krieges diente er in einer Einheit aus Pennsylvania im medizinischen Dienst. Nach dem Krieg praktizierte er wieder in Danville als Arzt. Dort erbaute und leitete er auch eine Wollfabrik. Im Jahr 1821 wurde er zum Prothonotary im Columbia County gewählt. Politisch wurde er Mitglied der 1828 von Andrew Jackson gegründeten Demokratischen Partei. Er war zwischenzeitlich Abgeordneter im Repräsentantenhaus von Pennsylvania. Zwischen 1834 und 1837 fungierte er als Posthalter in Danville.
Bei den Kongresswahlen des Jahres 1836 wurde Petrikin im 15. Wahlbezirk von Pennsylvania in das US-Repräsentantenhaus in Washington, D.C. gewählt, wo er am 4. März 1837 die Nachfolge von Andrew Beaumont antrat. Nach einer Wiederwahl konnte er bis zum 3. März 1841 zwei Legislaturperioden im Kongress absolvieren. Ab 1839 war er Vorsitzender des Ausschusses für öffentliche Liegenschaften. Nach seiner Zeit im US-Repräsentantenhaus ist David Petrikin politisch nicht mehr in Erscheinung getreten. Er starb am 1. März 1847 in Catawissa und wurde in Danville beigesetzt.